# Fløng Kirke
Fløng Kirke er en kirke i Fløng i Høje-Taastrup Kommune.
Kirkeskibets langmure er en del af den oprindelige bygning, mens resten kom til senere. Tårnet blev opført i begyndelsen af 1200-tallet. Maleren L.A. Ring malede fire malerier af et motiv fra kirkegården.

## Eksterne kilder og henvisninger
- Wikimedia Commons har flere filer relateret til Fløng Kirke
- Fløng Kirke Arkiveret 21. juni 2013 hos  Wayback Machine
- Fløng Kirke Arkiveret 19. september 2015 hos  Wayback Machine hos KortTilKirken.dk
- Fløng Kirke Arkiveret 17. oktober 2014 hos  Wayback Machine hos danmarkskirker.natmus.dk (Danmarks Kirker, Nationalmuseet)